# Copa Tocantins de Futebol
De Copa Tocantins de Futebol was de staatsbeker voor voetbalclubs uit de Braziliaanse staat Tocantins. De competitie werd georganiseerd door de FTF. 

## Geschiedenis
De competitie werd in 1993 in het leven geroepen door de voetbalbond van Tocantins, hetzelfde jaar dat ze begonnen met de staatscompetitie, het Campeonato Tocantinense. De winnaar mocht de staat vertegenwoordigen in de daaropvolgende editie van de Copa do Brasil. In 1999 werd de competitie ontbonden. 

## Overzicht
| Editie | Jaar | Kampioen                       | Vicekampioen                    |
| ------ | ---- | ------------------------------ | ------------------------------- |
| 1ª     | 1993 | Kaburé (Colinas do Tocantins)  | Intercap (Paraíso do Tocantins) |
| 2ª     | 1994 | Kaburé (Colinas do Tocantins)  | Tocantinópolis (Tocantinópolis) |
| 3ª     | 1995 | União Araguainense (Araguaína) | Gurupi (Gurupi)                 |
| 4ª     | 1996 | Kaburé (Colinas do Tocantins)  | Tocantinópolis (Tocantinópolis) |
| 5ª     | 1997 | Alvorada (Alvorada)            | Tocantinópolis (Tocantinópolis) |
| 6ª     | 1998 | Interporto (Porto Nacional)    | Onbekend                        |